# 제30회 골든 래즈베리상
제30회 골든 래즈베리상은 2009년 영화를 대상으로 2010년 3월에 열린 시상식이다. LA 반스달 갤러리 극장에서 개최되었다.

## 수상 및 후보

### 최악의 작품상
- 트랜스포머: 패자의 역습 수상
- 지.아이.조 - 전쟁의 서막
- 올 어바웃 스티브
- 로스트 랜드: 공룡 왕국
- 올드 독스

### 최악의 남우주연상
- 조나스 브라더스 - 3D 콘서트 경험 - 케빈 조나스 외 2명 수상
- 로스트 랜드: 공룡 왕국 - 윌 페렐
- 핑크 팬더 2 - 스티브 마틴
- 이매진 댓 - 에디 머피
- 올드 독스 - 존 트라볼타

### 최악의 여우주연상
- 올 어바웃 스티브 - 산드라 블록 수상
- 옵세스 - 비욘세
- 한나 몬타나와 마일리 사이러스 - Miley Ray Cyrus
- 죽여줘! 제니퍼 - 메간 폭스
- 들어는 봤니? 모건 부부 - 사라 제시카 파커

### 최악의 남우조연상
- 한나 몬타나: 더 무비 - 빌리 레이 사이러스 수상
- 미스 마치 - 휴 M. 헤프너
- 뉴 문 - 로버트 패틴슨
- 로스트 랜드: 공룡 왕국 - 요르마 타코니
- 지.아이.조 - 전쟁의 서막 - 마론 웨이언스

### 최악의 여우조연상
- 지.아이.조 - 전쟁의 서막 - 시에나 밀러 수상
- 신부들의 전쟁 - 캔디스 버겐
- 옵세스 - 알리 라터
- 올드 독스 - 켈리 프레스톤
- 트랜스포머: 패자의 역습 - 줄리 화이트

### 최악의 감독상
- 트랜스포머: 패자의 역습 - 마이클 베이 수상
- 올드 독스 - 월트 베커
- 로스트 랜드: 공룡 왕국 - 브래드 실버링
- 지.아이.조 - 전쟁의 서막 - 스티븐 소머즈
- 올 어바웃 스티브 - 필 트라일

### 최악의 각본상
- 트랜스포머: 패자의 역습 수상
- 올 어바웃 스티브
- 지.아이.조 - 전쟁의 서막
- 로스트 랜드: 공룡 왕국
- 뉴 문

### 최악의 리메이크상
- 로스트 랜드: 공룡 왕국 수상
- 지.아이.조 - 전쟁의 서막
- 핑크 팬더 2
- 트랜스포머: 패자의 역습
- 뉴 문

### 최악의 커플상
- 트랜스포머: 패자의 역습 - 샤이아 라보프 , 메간 폭스 또는 트랜스포머 : 패자의 역습 어떤 배우들 수상
- 조나스 브라더스 - 3D 콘서트 경험 - 케빈 조나스 외 2명
- 올 어바웃 스티브 - 산드라 블록 , 브래들리 쿠퍼
- 로스트 랜드: 공룡 왕국 - 윌 페렐과 상대 역 아무나
- 뉴 문 - 크리스틴 스튜어트

### 10년간 최악의 작품상
- 배틀필드
- 프레디 갓 핑거드
- 갱스터 러버
- 아이 노 후 킬드 미
- 스웹트 어웨이

### 10년간 최악의 남자배우상
- 벤 애플렉
- 에디 머피
- 마이크 마이어스
- 롭 슈나이더
- 존 트라볼타

### 10년간 최악의 여자배우상
- 머라이어 캐리
- 패리스 힐튼
- 린제이 로한
- 제니퍼 로페즈
- 마돈나

## 같이 보기
- 제82회 아카데미상
- 제67회 골든 글로브상
- 제16회 미국 배우 조합상